# Jedinjenje otvorenog lanca
U hemiji, jedinjenje otvorenog lanca ili aciklično jedinjenje je jedinjenje sa linearnom strukturom, za razliku od ciklične.
Jedinjenja otvorenog lanca koja nemaju bočne lances se nazivaju pravolančana jedinjenja.
|                            |                         |                     |
| Jedinjenje otvorenog lanca | Pravolančano jedinjenje | Ciklično jedinjenje |